# 田川市コミュニティバス

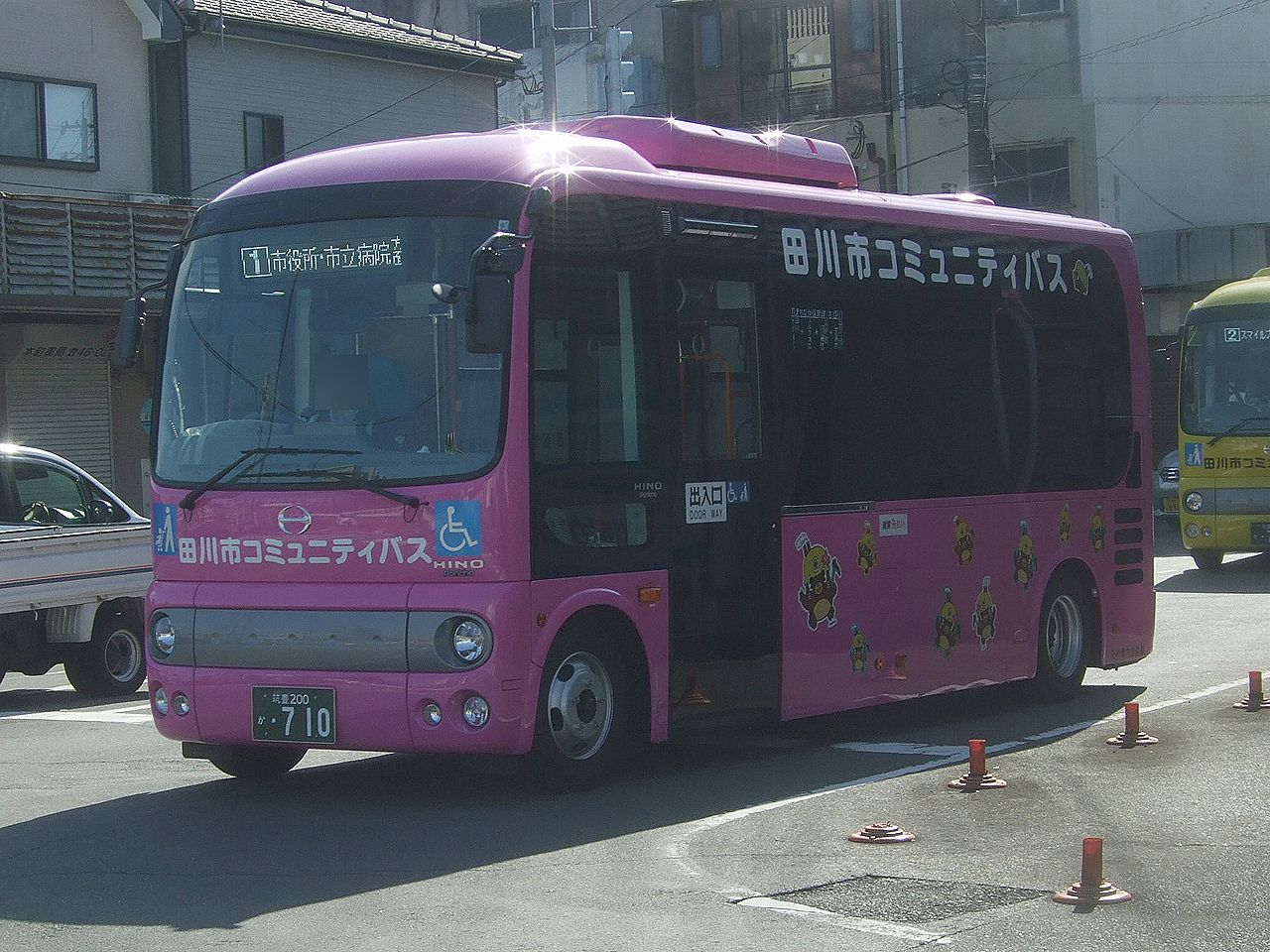
まちなか循環線で使用される日野・ポンチョ

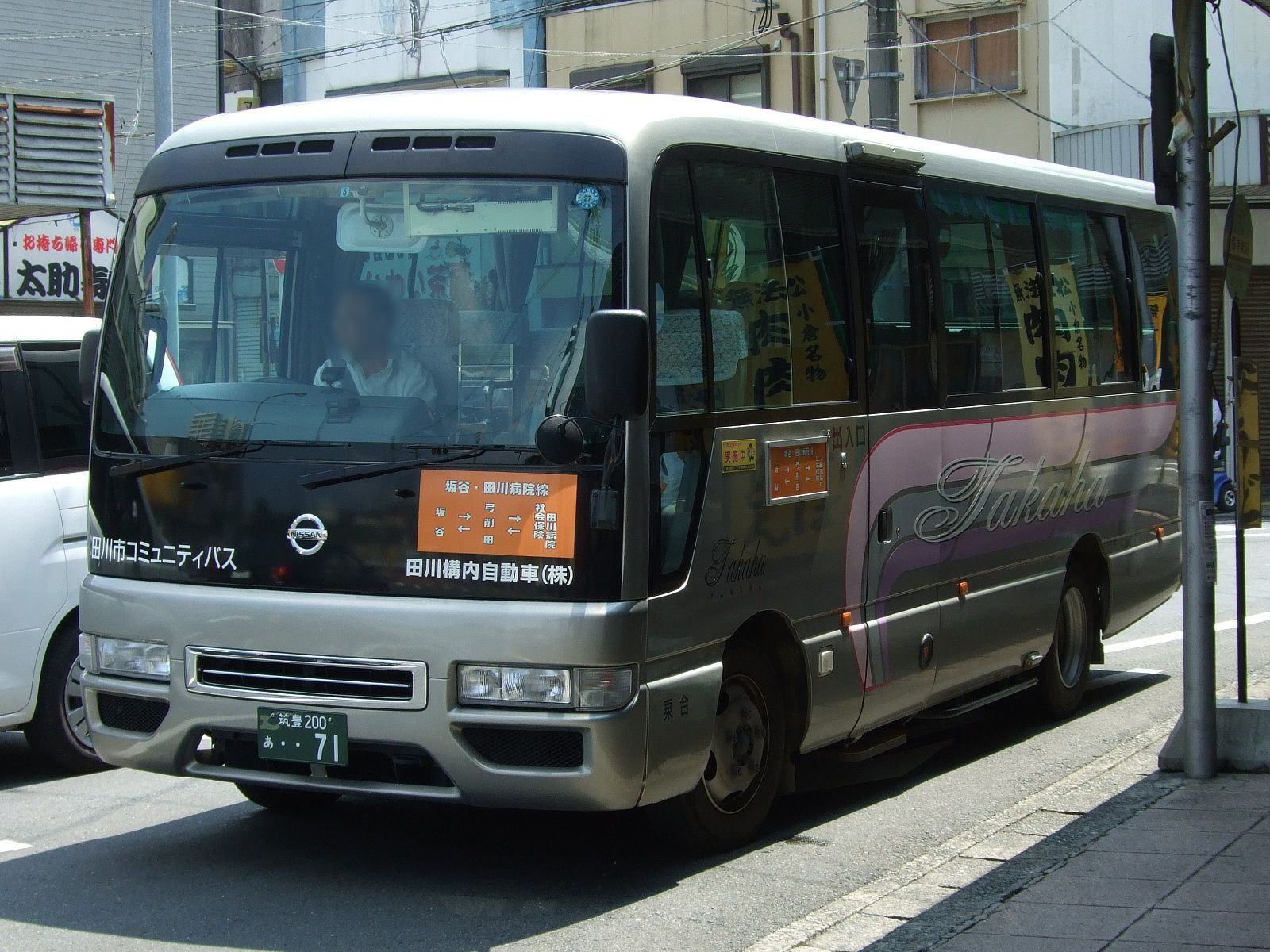
マイクロバス車両（日産・シビリアン）

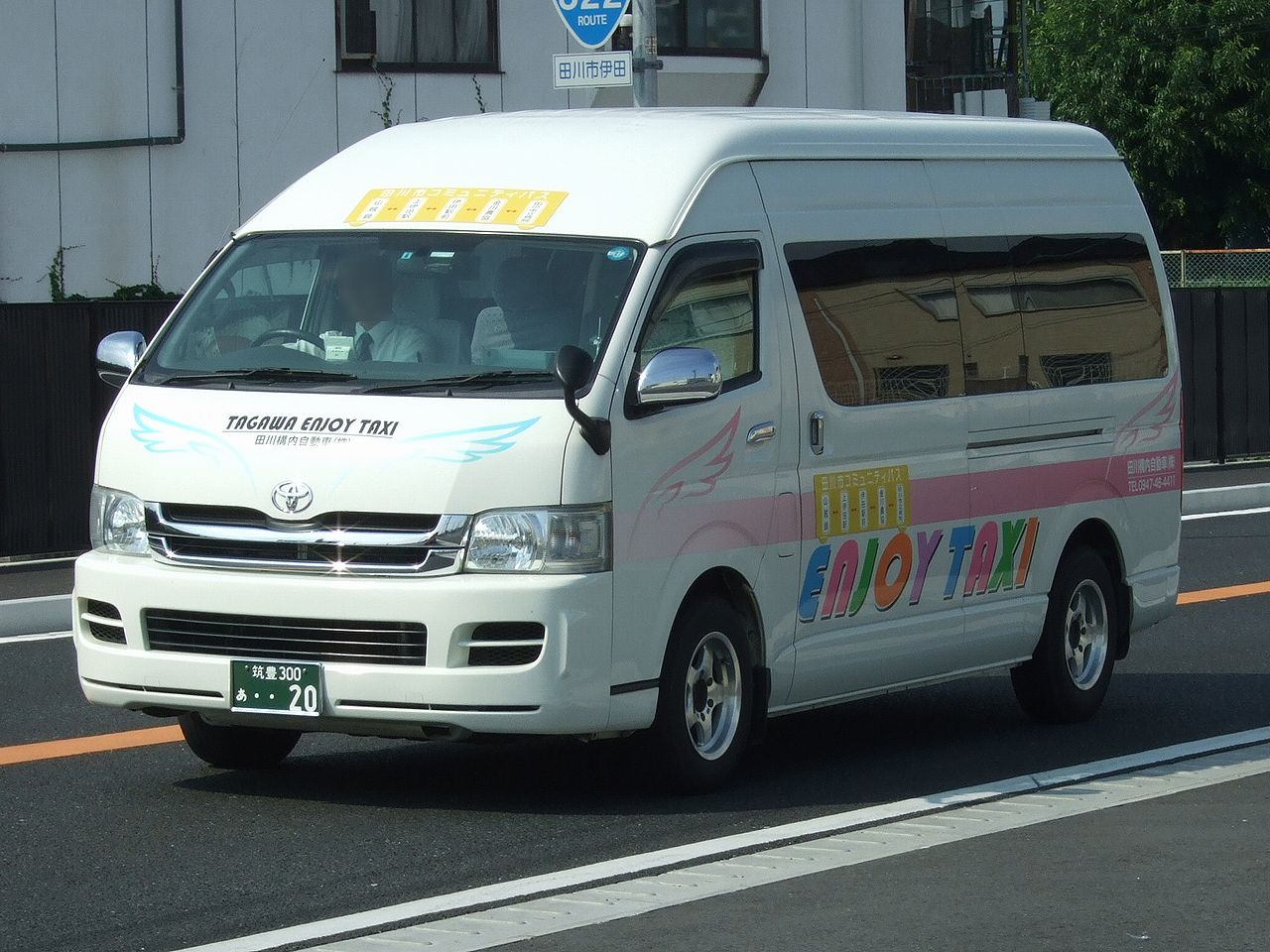
乗合タクシー（トヨタ・ハイエース）

田川市コミュニティバス（たがわしコミュニティバス）は、福岡県田川市が運行しているコミュニティバスである。
2010年10月1日運行開始以来、田川市内でタクシー・貸切バス事業を行う田川構内自動車が運行を受託している。田川市役所における事業の所管はたがわ魅力向上課たがわ魅力向上係である。

## 沿革
田川市内でバスを運行していた西鉄バス筑豊が2000年代から市内バス路線の廃止を進め、市内に多数の公共交通空白地域が発生したことを受け、2008年9月9日に住民代表、学識経験者、商工団体代表、田川市内で運行する鉄道・バス・タクシー事業者、関係行政機関などで構成する田川市地域公共交通会議を設置し、同会議での協議検討に基づき運行開始された。
まず2010年9月30日限りで廃止された西鉄バス筑豊の後藤寺 - 坂谷間の代替として、翌10月1日から社会保険田川病院 - 坂谷間でジャンボタクシー車両を使用した乗合タクシーとして運行開始し、さらに2011年10月3日には西鉄バス路線廃止で公共交通空白地域となっていた地域を中心に4路線を開設している。2012年10月には1路線を新設した。
2011年の4路線新設に伴い、マイクロバス公用車を使用した無料循環バスとスマイルプラザ送迎バス「ふれあい号」は廃止された。

### 年表
- 2010年10月1日 - 坂谷・田川病院線の運行を開始。
- 2011年10月3日 - 大浦・弓削田線、伊加利線、鎮西・金川線と、田川市が無料で運行する施設循環線の4路線を新設、計5路線での運行開始。
- 2012年10月1日 - ダイヤ改正。
  - 伊加利線の延長（伊加利・松原線に改称）
  - 施設循環線の田川構内自動車への委託化および有料化
  - 白鳥工業団地線を新設。
  - 回数券・定期券・1日フリー乗車券の発売開始。
- 2021年10月4日 - ダイヤ改正。
  - まちなか循環線（右・左）、坂谷線、伊加利線、弓削田・金川・上伊田線の4路線に再編。
  - 通学定期券を新設。
  - 運賃前払いに変更。
  - 1日フリー乗車券を500円→400円に値下げ。
  - まちなか循環線に新車（日野・ポンチョ）を導入[1]。
- 2023年10月2日 - ダイヤ改正。
  - 西鉄バス筑豊「金田・方城線」廃止に伴い、7路線8系統に再編[2]。

## 路線（2023年10月ダイヤ改正時点）
7路線（8系統）を運行している。いずれも往復運行である。すべての路線が発着する停留所はない。各路線とも、田川後藤寺駅前・田川伊田駅前の少なくとも一方に発着する。
全路線とも平日のみの運行で、概ね7時台から18時台まで運行される。土曜・日曜・祝祭日および12月30日から1月3日までは運休する。
[1] まちなか循環線（右回り）
大浦上ノ山団地 → 西田川高校入口 → 田川後藤寺駅前 → 後藤寺西団地 → 田川市役所玄関前 → 美術館・図書館 → メルクス前 → 田川科学技術高校 → 田川市立病院 → 県大正門前・福智高校西 → 田川伊田駅前 → 古賀町 → 鎮西団地 → 博物館スマイルプラザ → コスパ伊田 → 田川市民会館 → 後藤寺西団地 → 田川後藤寺駅前 → 社会保険田川病院
東鷹高校経由：大浦上ノ山団地 → （この間上記と同一経路）→ 鎮西団地 → 東鷹高校 → コスパ伊田 → 後藤寺西団地 → 田川後藤寺駅前 → 社会保険田川病院
- 1日7本運行。朝の第1便と夕方の2本は東鷹高校を経由する。東鷹高校経由は田川市民会館を経由しない。最終便は田川後藤寺駅前が終点となる。
- 後藤寺西団地で逆回り便と接続している。

[2] まちなか循環線（左回り）
社会保険田川病院 → （この間まちなか循環線（右回り）と逆順）→ 大浦上ノ山団地
東鷹高校経由：社会保険田川病院 → 田川後藤寺駅前 → 後藤寺西団地 → コスパ伊田 → 東鷹高校 → 鎮西団地 → （この間上記と同一経路）→ 大浦上ノ山団地
- 1日7本運行。朝の第1便と夕方の2本は東鷹高校経由。東鷹高校経由は田川市民会館を経由しない。第1便は田川後藤寺駅前が始発となる。
- 後藤寺西団地で逆回り便と接続している。

[3] 坂谷線
坂谷 - 《三軒屋》 - 《猪国集落》 - 木城口 - 《猪膝集落》 - 猪位金学園前 - 位登八幡 - トライアル田川後藤寺店前 - 中郷 - 弓削田 - 西鉄後藤寺 - 田川後藤寺駅前 - 藤下医院前 - 西田川高校入口 - 社会保険田川病院
奈良経由：坂谷 -（この間上記と同一経路）- 猪位金学園前 - 荒牧医院入口 - トライアル田川後藤寺店前 - 奈良森ヶ坪 - 田川後藤寺駅前 - 藤下医院前 - 西田川高校入口 - 社会保険田川病院
- 坂谷発8本（うち奈良経由2本）、坂谷行き6本（うち奈良経由2本）運行。坂谷発の第1便と坂谷行きの最終便は田川後藤寺駅前が始発・終点となる。
- 三軒屋・猪国集落・猪膝集落にはフリー乗降区間が設定されている。

[4] 伊加利・鎮西線
田川伊田駅前 - 古賀町 - 旬の里かみいた - 上伊田駅 - 鎮西中学校前 - 田中 - 伊加利公民館 - 山賊鍋 - 平原公民館 - 城山団地 - 県営中央団地 - 芳ヶ谷団地第一集会所前 - 古賀町 - 田川伊田駅前
上伊田通過便：田川伊田駅前 - 古賀町 - 鎮西中学校前 -（この間上記と同一経路）- 田川伊田駅前
東鷹高校経由：田川市立病院 → 田川伊田駅前 → 東鷹高校 → 芳ヶ谷団地第一集会所前 →（この間上記記載の逆順で運行）→ 田川伊田駅前
- 循環運行で右回り（上記記載の順に運行）6本、左回り（上記記載の逆順で運行）7本。このうち右回り1本・左回り2本が上伊田通過便。左回りの第1便は田川市立病院を始発とする東鷹高校経由となる。

[5] 弓削田・川宮線
社会保険田川病院 - 西田川高校入口 - 藤下医院前 - 田川後藤寺駅前 - 西鉄後藤寺 - 弓削田 - 文字山公民館 - 角銅原交差点 - 川宮 - メルクス前 - 田川科学技術高校 - 田川市立病院
- 1日4本運行。往復ともに第1便と最終便は田川後藤寺駅前が始発・終点となる。

[6] 桜町・川宮線
社会保険田川病院 - 西田川高校入口 - 藤下医院前 - 田川後藤寺駅前 - 桜町 - 川宮 - バイパス川宮南 → 元町 → バイパス川宮北 - メルクス前 - 田川科学技術高校 - 田川市立病院
- 1日4本運行。市立病院行きの第1便と最終便および市立病院発の最終便は田川後藤寺駅前が始発・終点となる。後藤寺方面の第1便のみ、バイパス川宮南を始発とする田川後藤寺駅前行きとして運行される。

[7] 糒・夏吉線
メルクス前 - 田川科学技術高校 - 田川市立病院 - 糒社宅 - 桜ヶ丘 - 糒郵便局 - 金川農協 - 夏吉 - 鉄砲町 - 田川伊田駅前
- 1日4本運行。田川伊田駅行きの第1便のみ田川市立病院が始発となる。

[8] 岩屋・夏吉線
メルクス前 - 田川科学技術高校 - 田川市立病院 - あきさと園入口 - 岩屋公民館 - 新生病院 - 金川農協 - 夏吉 - 鉄砲町 - 田川伊田駅前
- 1日4本運行。田川伊田駅行きの第1便はあきさと園入口が始発となる。田川伊田駅発の第1便は田川市立病院が終点となる。

## 運賃
運賃は中学生以上が1回乗車につき200円均一、小学生は100円均一。小学生未満は無料。上述のように2012年10月1日のダイヤ改正時より回数券（200円券11枚つづりで2,000円）、定期券（全線に有効で通勤・通学、それぞれ1ヶ月・3ヶ月・6ヶ月）、1日フリー乗車券（400円、発行日限り有効）が発売されている。
コミュニティバス同士を乗り継ぐ場合は、運転手から「乗継券」を発行してもらうことで、乗り継ぎ後のバスの運賃が無料となる。ただし、[5]弓削田・川宮線と[6]桜町・川宮線の乗り継ぎ、[7]糒・夏吉線と[8]岩屋・夏吉線の乗り継ぎはできない。また、まちなか循環線の左回りと右回りの乗り継ぎは後藤寺西団地バス停のみ可能。
伊田商店街と後藤寺商店街では商店街で買い物をすると片道分の無料乗車券が発行される。

## 車両
2021年10月4日より運行開始されたまちなか循環線には小型ノンステップバス（日野・ポンチョ）2台が使用される。色は1台が紫色、1台が黄色である。それ以外の路線では28人乗りのマイクロバス車両（日産・シビリアン）と、9人乗りのジャンボタクシー車両（トヨタ・ハイエース）が使用されている。